# Eiskunstlauf-Weltmeisterschaften 1912
Die 17. Eiskunstlauf-Weltmeisterschaften fanden für die Herren- und Paarkonkurrenz am 16./17. Februar 1912 und am 27. Februar 1912 in Manchester (Vereinigtes Königreich) sowie für die Damenkonkurrenz am 27. und 28. Januar 1912 in Davos (Schweiz) statt.

## Ergebnisse

### Herren
| Platz | Sportler          | Land                   |
| ----- | ----------------- | ---------------------- |
| 1     | Fritz Kachler     | Österreich             |
| 2     | Werner Rittberger | Deutsches Reich        |
| 3     | Andor Szende      | Ungarn                 |
| 4     | Harald Rooth      | Schweden               |
| 5     | Arthur Cumming    | Vereinigtes Königreich |
| 6     | Dunbar Poole      | Schweden               |

Punktrichter waren:
- E. Minich  Ungarn
- H. Günther  Schweiz
- G. Helfrich  Deutsches Reich
- E. S. Hirst  Vereinigtes Königreich
- Louis Magnus  Frankreich
- H. Torromé  Vereinigtes Königreich
- H. R. Yglesias  Vereinigtes Königreich

### Damen
| Platz | Sportlerin               | Land                    |
| ----- | ------------------------ | ----------------------- |
| 1     | Opika von Méray Horváth  | Ungarn                  |
| 2     | Dorothy Greenhough-Smith | Vereinigtes Königreich  |
| 3     | Phyllis Johnson          | Vereinigtes Königreich  |
| 4     | Gwendolyn Lycett         | Vereinigtes Königreich  |
| 5     | Grete Strasilla          | Deutsches Reich         |
| 6     | Mizzi Wellenreiter       | Österreich              |
| 7     | Ludowika Jakobsson       | Großfürstentum Finnland |

Punktrichter waren:
- John Keiller Greig  Vereinigtes Königreich
- Louis Magnus  Frankreich
- H. Günther  Schweiz
- Josef Fellner  Österreich
- P. Birum  Schweiz

### Paare
| Platz | Sportler                              | Land                    |
| ----- | ------------------------------------- | ----------------------- |
| 1     | Phyllis Johnson / James H. Johnson    | Vereinigtes Königreich  |
| 2     | Ludowika Jakobsson / Walter Jakobsson | Großfürstentum Finnland |
| 3     | Alexia Schøien / Yngvar Bryn          | Norwegen                |
| 4     | Hedwig Winzer / Hugo Winzer           | Deutsches Reich         |
| 5     | Anita del Monte und Louis Magnus      | Frankreich              |
| 6     | Enid Harrison / Basil Williams        | Vereinigtes Königreich  |
| 7     | Mrs. Cadogan / Arthur Cumming         | Vereinigtes Königreich  |
| 8     | Louise Lovett / Ernest Worsley        | Vereinigtes Königreich  |

Punktrichter waren:
- E. Minich  Ungarn
- H. Günther  Schweiz
- G. Helfrich  Deutsches Reich
- H. Torromé  Vereinigtes Königreich
- H. R. Yglesias  Vereinigtes Königreich

## Medaillenspiegel
| Platz | Land                    | Gold | Silber | Bronze | Gesamt |
| ----- | ----------------------- | ---- | ------ | ------ | ------ |
| 1     | Vereinigtes Königreich  | 1    | 1      | 1      | 3      |
| 2     | Ungarn                  | 1    | –      | 1      | 2      |
| 3     | Österreich              | 1    | –      | –      | 1      |
| 4     | Deutsches Reich         | –    | 1      | –      | 1      |
| 4     | Großfürstentum Finnland | –    | 1      | –      | 1      |
| 6     | Norwegen                | –    | –      | 1      | 1      |